# S平面
在數學及工程上，s平面是進行拉氏轉換後複平面的名稱。s平面是數學模型，可以不用處理時域下以時間為基礎的函數，改為處理頻域下的方程式，在工程及物理學上是圖象式的分析工具。
時間t的實函數f(t)可以進行s轉換轉換到s平面，作法是和{\displaystyle e^{-st}}（s為複數）相乘後再積分，時間範圍為{\displaystyle 0} 到{\displaystyle \infty }，積分後的結果就是轉換到s平面下的函數。
{\displaystyle \int _{0}^{\infty }f(t)e^{-st}\,dt\;|\;s\;\in \mathbb {C} }
一種了解此方程的方法是考慮傅利葉分析。在傅利葉分析中，將正弦及餘弦和原信號相乘，所得到的積分可以看出某一頻率下的信號（頻域下某一頻率的能量）。s轉換也有類似的效果，而且e-st不止考慮頻率，也考慮了e-t的效果。因此s轉換不止有頻率的資訊，也有衰減量的資訊，例如有阻尼的弦波就可以用s轉換準確的表示。
s轉換常稱為拉氏轉換。在s平面上，乘s有類似在時域中微分的效果，除以s則相當於積分。
可以分析s平面上方程式的複數根，並繪製在复平面上，可以看到此系統頻率響應及穩定性的相關資訊。

## 外部連結
- Illustration of how the s-plane maps to the z-plane（页面存档备份，存于）